# 阿爾斯米克河 (比格河支流)
51°2′53.5″N 7°50′0.5″E / 51.048194°N 7.833472°E

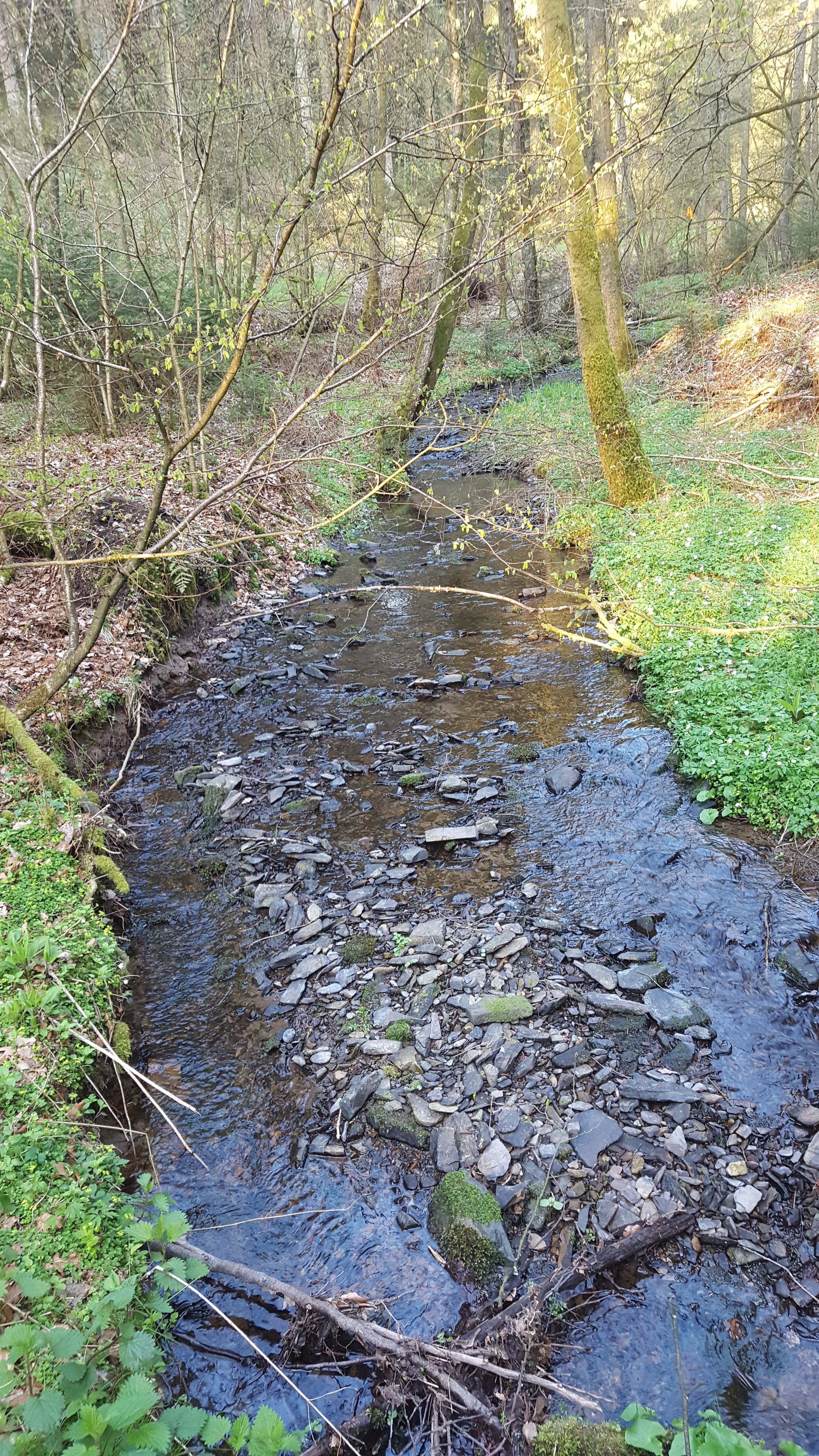

阿爾斯米克河（德語：Alsmicke），是德國的河流，位於該國西部，處於北萊茵-威斯特法倫州，屬於比格河的左支流，河道全長2.3公里，流域面積1.8平方公里。